# Акмулла (посёлок)
Акмулла — поселок в Карталинском районе Челябинской области России. Входит в состав Неплюевского сельского поселения.

## География
Через село протекает река Акмулла. Расстояние до районного центра города Карталы 57 км.

## История
В 1925году из села Неплюевка  был основан хутор Акмуллинский (Акмулла), чуть позже ставшим поселком.
В 1930-х гг. образован колхоз имени Димитрова. Сейчас располагается 2-е отделение ЗАО «Неплюевское».

## Население
| 2002 | 2010 |
| ---- | ---- |
| 149  | ↘120 |

## Улицы
- Гагарина,
- Западный переулок,
- Карла Маркса.

## Инфраструктура
- Клуб,
- фельдшерско-акушерский пункт.